# Penstemon centranthifolius
Penstemon centranthifolius är en grobladsväxtart som beskrevs av George Bentham.
Penstemon centranthifolius ingår i släktet penstemoner och familjen grobladsväxter. Inga underarter finns listade i Catalogue of Life.

## Bildgalleri

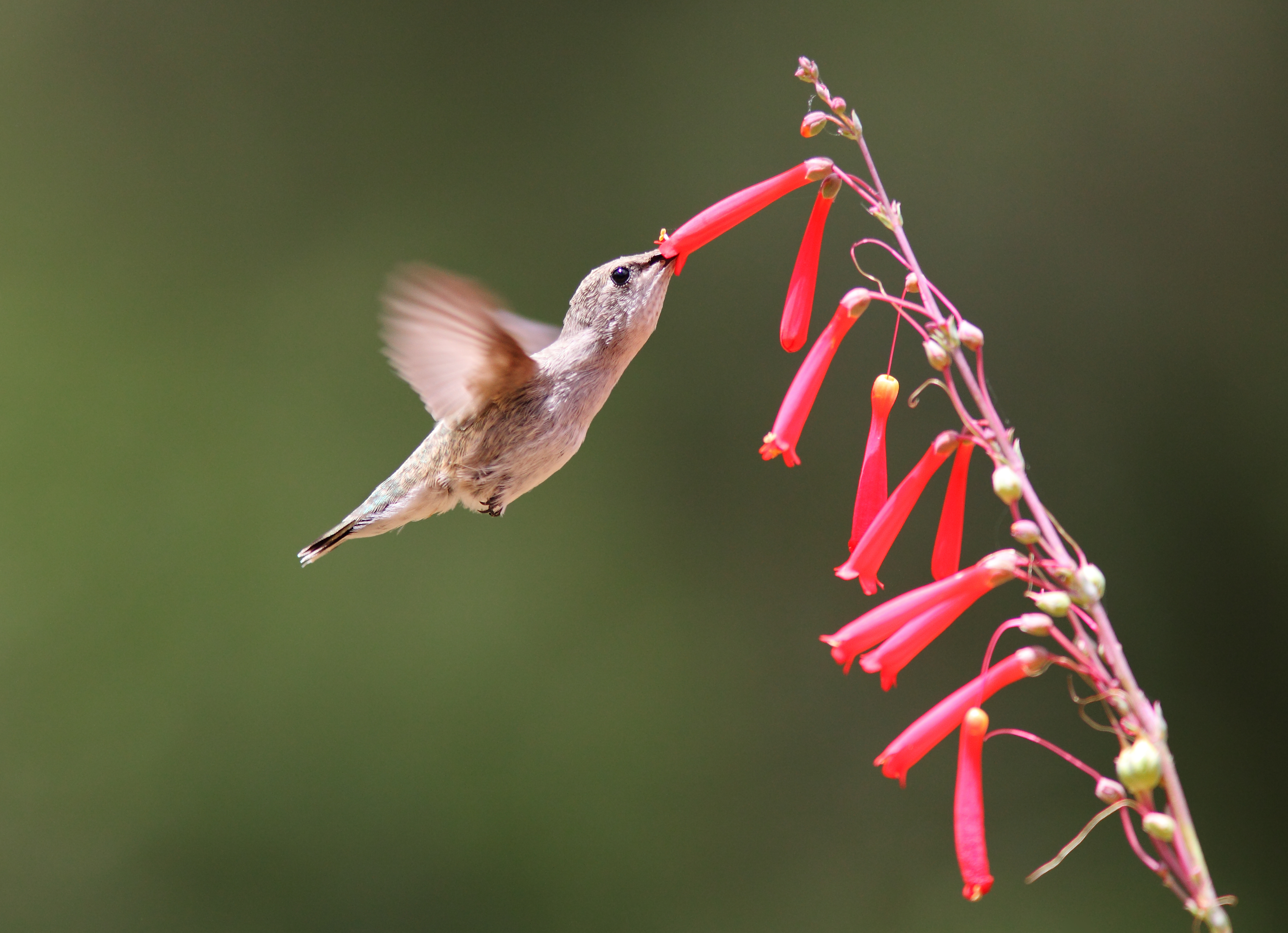
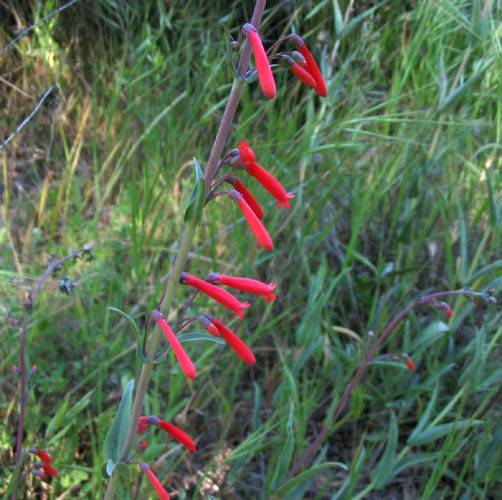
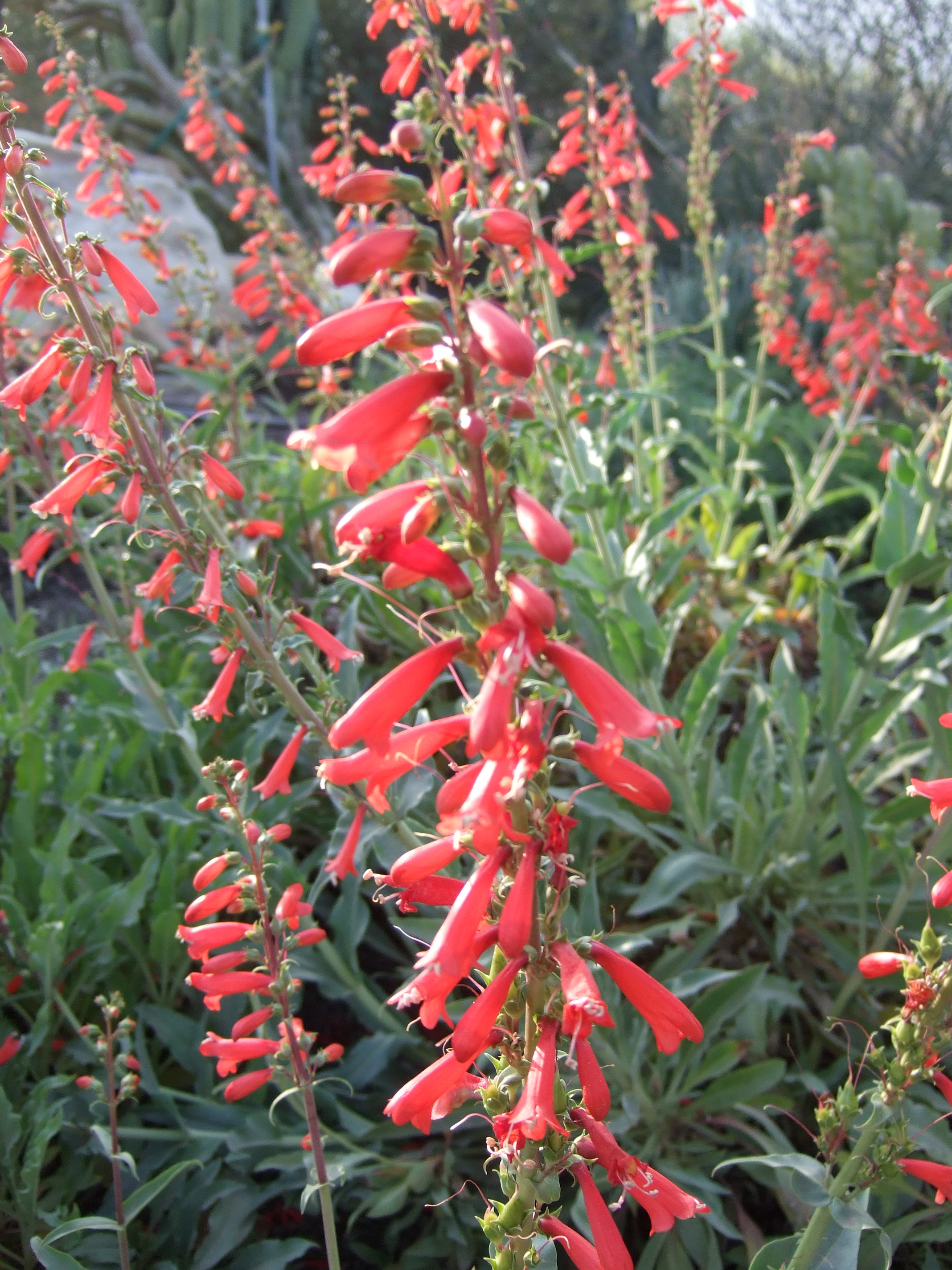